# Wikipedian in Residence

Relația dintre un wikipedist in Residence și comunitatea Wikimedia. Diagrama reprezintă părțile interesate și ceea ce fiecare parte interesată oferă și primește într-un proiect tipic Wikipedian in Residence.

Un Wikipedian in residence sau Wikimedian in residence (WiR) este un editor Wikipedia, un wikipedist (sau wikimedian), care acceptă un plasament la o instituție, de obicei o galerie de artă, o bibliotecă, o arhivă, un muzeu, o instituție sau societate culturală, o instituție de învățământ superior (cum ar fi o universitate), cu scopul de a facilita crearea paginilor Wikipedia legate de misiunea acelei instituții, pentru a o încuraja și asista să publice materiale sub licențe libere și să dezvolte relația dintre instituția gazdă și comunitatea Wikimedia. Un Wikipedian in residence ajută, în general, la coordonarea evenimentelor de informare legate de Wikipedia între GLAM („galeriile, bibliotecile, arhivele și muzeele”) și publicul larg, un exemplu de astfel de eveniment fiind edit-a-thon.
Printre instituțiile care au găzduit un Wikipedian in Residence se află instituții mari precum Biblioteca Națională din Țara Galilor, Universitatea din Edinburgh, Muzeul Britanic, National Institute for Occupational Safety and Health, Biblioteca Britanică, Institutul Smithsonian, Royal Society of Chemistry, Universitatea Berkeley din California, Universitatea Columbia, Universitatea din Toronto, Biblioteca Națională a Norvegiei și Arhivele Federale din Elveția, dar și instituții mai mici cum ar fi Derby Museum and Art Gallery și The New Art Gallery Walsall în Marea Britanie; Palatul Versailles în Franța; Musée Picasso și Muzeul Național de Artă al Cataloniei în Catalonia; The Children's Museum of Indianapolis, Consumer Reports, Gerald R. Ford Presidential Library și National Archives and Records Administration în SUA.

## Atribuții
Rolul principal al unui Wikipedian in Residence (WiR) este de a servi ca o legătură între instituția gazdă și comunitatea Wikimedia. El coordonează evenimente și programe de training destinate realizării scopurilor ambelor părți implicate. Îndatoririle tipice de instruire se referă la organizarea și/sau supravegherea activităților de training și edit-a-thon și la facilitarea înțelegerii conceptelor Wikimedia de către personalul instituției și de publicul larg, în special cu privire la conflictele de interese. Activitățile de editare pot include contribuții la articole relevante pentru materialele și misiunea instituției, cum ar fi articole despre patrimoniul cultural din colecția unei instituții sau organizații, sau articole dintr-un anumit domeniu de cunoaștere.
Un alt exemplu de colaborare îl reprezintă colecțiile digitale. Un WiR poate oferi instruire privind digitalizarea și poate ajuta la încărcarea materialelor media (cu orice metadate existente) pe Wikimedia Commons. Voluntarii Wikimedia pot traduce, extinde și reverifica metadatele, pot separa materialele media pe categorii, pentru ca apoi să transcrie și să structureze manual toate documentele scanate pe Wikisource. Funcțiile de descriere și clasificare de pe Wikimedia Commons sunt uneori preferate celor folosite de site-uri web comerciale și software-ului de catalogare al instituției. Materialele media adăugate la Commons sunt folosite în Wikipedia, atât de către WiR, cât și de către editorii voluntari.
O altă formă de colaborare implică seturi de date și API-uri; de exemplu, Wikimedia Foundation a finanțat un Wikipedian in Residence la OCLC pentru a integra API-ul de căutare WorldCat al OCLC în instrumentele de completare automată a citatelor Wikipedia, făcând adăugarea de referințe mai rapidă pentru editorii Wikipedia. WiR a ajutat, de asemenea, la integrarea metadatelor ORCID și a datelor privind declarațiile de drepturi. Există WiR care lucrează doar pentru o perioadă scurtă de timp, doar câteva săptămâni, și WiR cu un post permanent. În cazul posturilor pe termen scurt, este important ca munca de făcut să fie bine planificată din timp.

## Remunerare
Deși politicile Wikipedia descurajează remunerarea directă pentru editarea articolelor și interzice promovarea și reclama, un WiR poate fi remunerat pentru munca pe wiki, prin oferire de credit, bursă ori salariu, prin instituțiile sponsorizate cu condiția să respecte regulile stricte împotriva angajării în relații publice sau marketing pentru instituția respectivă.

## Dezvoltarea programului
În 2010, australianul Liam Wyatt a devenit primul Wikipedian in Residence când s-a oferit voluntar la British Museum pentru o perioadă de cinci săptămâni. El a remarcat necesitatea ca Wikipedia să consolideze parteneriatele cu muzeele pentru a crea cele mai actualizate și mai precise informații și a declarat: „We are doing the same thing for the same reason, for the same people, in the same medium. Let's do it together.” („Facem același lucru din același motiv, pentru aceiași oameni, în același mediu. Să o facem împreună.”). The Children's Museum of Indianapolis s-a implicat în program după ce Lori Phillips s-a oferit voluntar pentru un eveniment GLAM în 2010, devenind astfel al doilea Wikipedian in Residence. Al treilea, Benoît Evellin, a petrecut șase luni la Palatul Versailles din Versailles, Franța. Musee Picasso din Barcelona, Spania și Derby Museum and Art Gallery din Derby, Anglia au fost, de asemenea, printre primii susținători ai acestui concept.

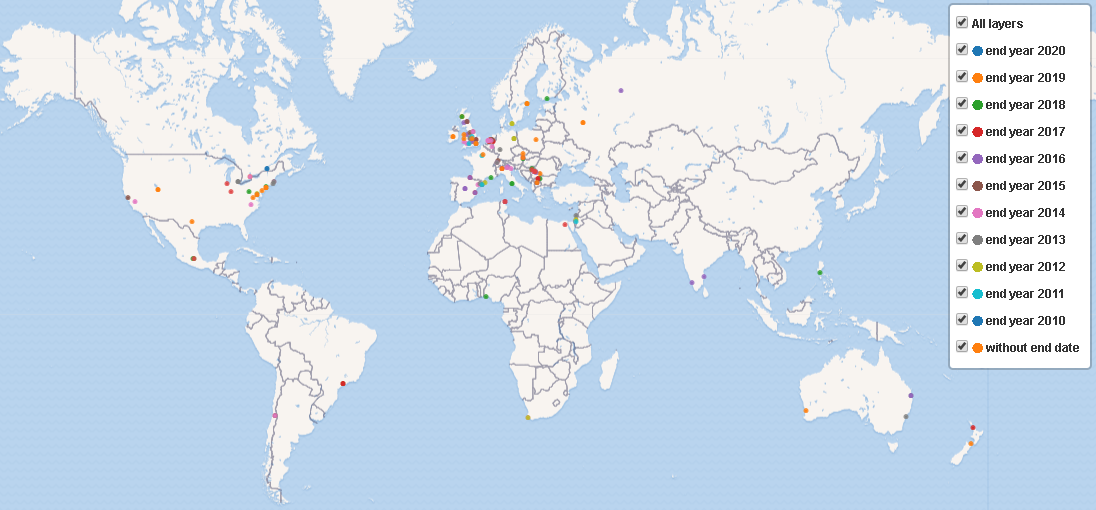
Harta interactivă a Wikimedian in Residence listată, sortată după an

În 2010, Institutul Smithsonian și-a exprimat interesul față de programul WiR, ceea ce a condus la angajarea lui Sarah Stierch în iulie ca wikipedist în rezidență. În anul următor, National Archives and Records Administration a urmat exemplul și l-a angajat pe Dominic McDevitt-Parks, un student de la Simmons College. McDevitt-Parks edita Wikipedia din 2004 și a fost angajat ca WiR de David Ferriero, bibliotecar și cel de-al X-lea șef al National Archives and Records Administration.
În iulie 2011, Wikimedia UK l-a angajat pe Andy Mabbett, editor din 2003, ca „ambasador de informare” pentru un rezidențiat la organizația de caritate pentru animale sălbatice din Bristol, Wildscreen, pentru a lucra la Proiectul ARKive. De atunci, Mabbett a fost Wikipedian in Residence la alte organizații precum New Art Gallery Walsall și Royal Society of Chemistry.
În ianuarie 2013, Gerald R. Ford Presidential Library a devenit prima bibliotecă prezidențială care a angajat un wikipedist, pe Michael Barera, student la master la Universitatea din Michigan. În septembrie 2013, National Archives and Records Administration a devenit prima organizație care a angajat un wikipedist permanent cu normă întreagă în rezidență, atunci când l-a angajat pe Dominic McDevitt-Parks să se alăture Biroului de Inovare în această calitate.
În martie 2014, Universitatea Harvard a postat o listă de locuri de muncă în care se căutau candidați pentru a fi Wikipedian in Residence la Biblioteca Houghton. În octombrie 2014, Bibliotecile din cadrul University of Victoria au anunțat că, în colaborare cu Electronic Textual Cultures Lab (ETCL) și Federația pentru Științe Umaniste și Sociale, Christian Vandendorpe a fost numit wikipedist rezident de onoare în rezidență pentru anul universitar 2014-2015. Constance Crompton a preluat rolul din 2014 până în 2016, urmată de Erin Glass din 2019 până în 2020 și Silvia Gutiérrez De la Torre din 2020 până în 2021.
Până în 2016, peste 100 de editori Wikimedia au îndeplinit acest rol, dintre care majoritatea au fost plătiți fie de instituția în care au lucrat, fie de o organizație în legătură cu Wikimedia Foundation, iar alții ca voluntari. Din iulie 2018 până în iunie 2019, Mike Dickison a fost primul „Wikipedian at large”, calitate în care a efectuat mai multe rezidențe scurte la diferite instituții din Noua Zeelandă, cum ar fi Wellington City Archives, University of Canterbury și Auckland War Memorial Museum.

### În România
Wikimedian in Residence a fost organizat pentru prima dată în România în martie 2024, de către grupul de voluntari Wikimedians of Romania and Moldova, ca parte a grantului Wikimedia Community Fund/Discover, Develop, Invent on Wikipedia Together. Programul a avut o durată de 5 zile și s-a desfășurat la Biblioteca Județeană „Alexandru și Aristia Aman” Dolj și Muzeul Cărții și Exilului Românesc din Craiova. În cadrul programului au fost realizate 10 articole despre teme legate de instituțiile gazdă și s-au încărcat imagini pe Wikimedia Commons.

## Reacții
Reacțiile față de WiR sunt împărțite. A fost apreciat pozitiv, drept o modalitate unică de a contribui la dezvoltarea Wikipedia și a proiectelor surori și de a transmite publicului un număr vast de resurse și cunoștințe. În schimb, jurnalistul Andrew Orlowski a criticat WiR ca fiind o risipă de fonduri guvernamentale. În 2013, un post temporar cu jumătate de normă a fost anunțat de Biblioteca Națională a Scoției și a fost remarcat ca fiind „primul parteneriat la scară largă” între o instituție scoțiană și Wikimedia UK. Această inițiativă a fost urmată de Universitatea din Edinburgh, unde a fost numit un Wikimedian in Residence în decembrie 2015.